# Phoracantha princeps
Phoracantha princeps là một loài bọ cánh cứng trong họ Cerambycidae.